# Jean Kellens
Jean Kellens, né le 26 janvier 1944 à Seraing en Belgique, est un iranologue belge, spécialiste en études avestiques.

## Aperçu biographique
Il fit ses études avec Jacques Duchesne-Guillemin à l'Université de Liège, où il fut boursier du Patrimoine en 1969 -1970, puis à l'Université d'Erlangen avec Karl Hoffmann. De 1974 à 1980, il fut professeur assistant d'Helmut Humbach à l'Université Johannes Gutenberg de Mayence. Ensuite il enseigna à l'Université de Liège jusqu'à 1993, quand il devint professeur au Collège de France.

## Principaux ouvrages
- Les noms-racines de l'Avesta, Dr. Ludwig Reichert Verlag, Wiesbaden, 1974
- Le verbe avestique, Dr. Ludwig Reichert Verlag, Wiesbaden, 1984
- Avec Éric Pirart : Les textes vieil-avestiques, 3 volumes, Dr. Ludwig Reichert Verlag, Wiesbaden, 1988, 1990, 1991.
- Le panthéon de l'Avesta ancien, Dr. Ludwig Reichert Verlag, Wiesbaden, 1994
- Liste du verbe avestique, Wiesbaden, Dr. Ludwig Reichert Verlag, 1995
- Essays on Zarathustra and Zoroastrianism, Costa Mesa, Mazda Publishers, 2000
- La quatrième naissance de Zarathushtra, Paris, Seuil, 2006
- Etudes avestiques et mazdéennes, vol. I : Le Ratauuō vīspe mazišta, Paris, 2006
- Etudes avestiques et mazdéennes, vol. II : Le Hōm Stōm et la zone des déclarations, Paris, 2007
- Etudes avestiques et mazdéennes, vol. III : Le long préambule du sacrifice (Yasna 16 à 27.12, avec les intercalations de Visprad 7 à 12), Paris, 2010
- Etudes avestiques et mazdéennes, vol. IV : L’acmé du sacrifice (les parties récentes des Staota Yesniia, Y 27.13-Y 59, avec les intercalations de Visprad 13 à 24 et la Dahmā Āfriti, Y 60-61), Paris, 2011
- Etudes avestiques et mazdéennes, vol. V : La liquidation du sacrifice (Y 62 à 72), Paris, 2013